# Mario Lucca
Mario Bruno Lucca Guerra (San Miguel de Tucumán, 6 agosto 1961) è un ex calciatore argentino, di ruolo difensore.

## Palmarès

### Club

#### Competizioni nazionali
- Coppa del Cile: 2

Unión Española: 1992, 1993